# Day After Tomorrow (Joan Baez)
Day After Tomorrow è un album in studio della cantante statunitense Joan Baez, pubblicato nel 2008.

## Tracce
1. God Is God (Steve Earle) – 3:29
2. Rose of Sharon (Eliza Gilkyson) – 3:34
3. Scarlet Tide (Elvis Costello, T Bone Burnett) – 2:25
4. Day After Tomorrow (Tom Waits, Kathleen Brennan) – 5:31
5. Henry Russell's Last Words (Diana Jones) – 3:37
6. I Am a Wanderer (Earle) – 2:30
7. Mary (Patty Griffin) – 3:54
8. Requiem (Gilkyson) – 3:55
9. The Lower Road (Thea Gilmore) – 4:11
10. Jericho Road (Earle) – 3:29